# Agar (Bible)

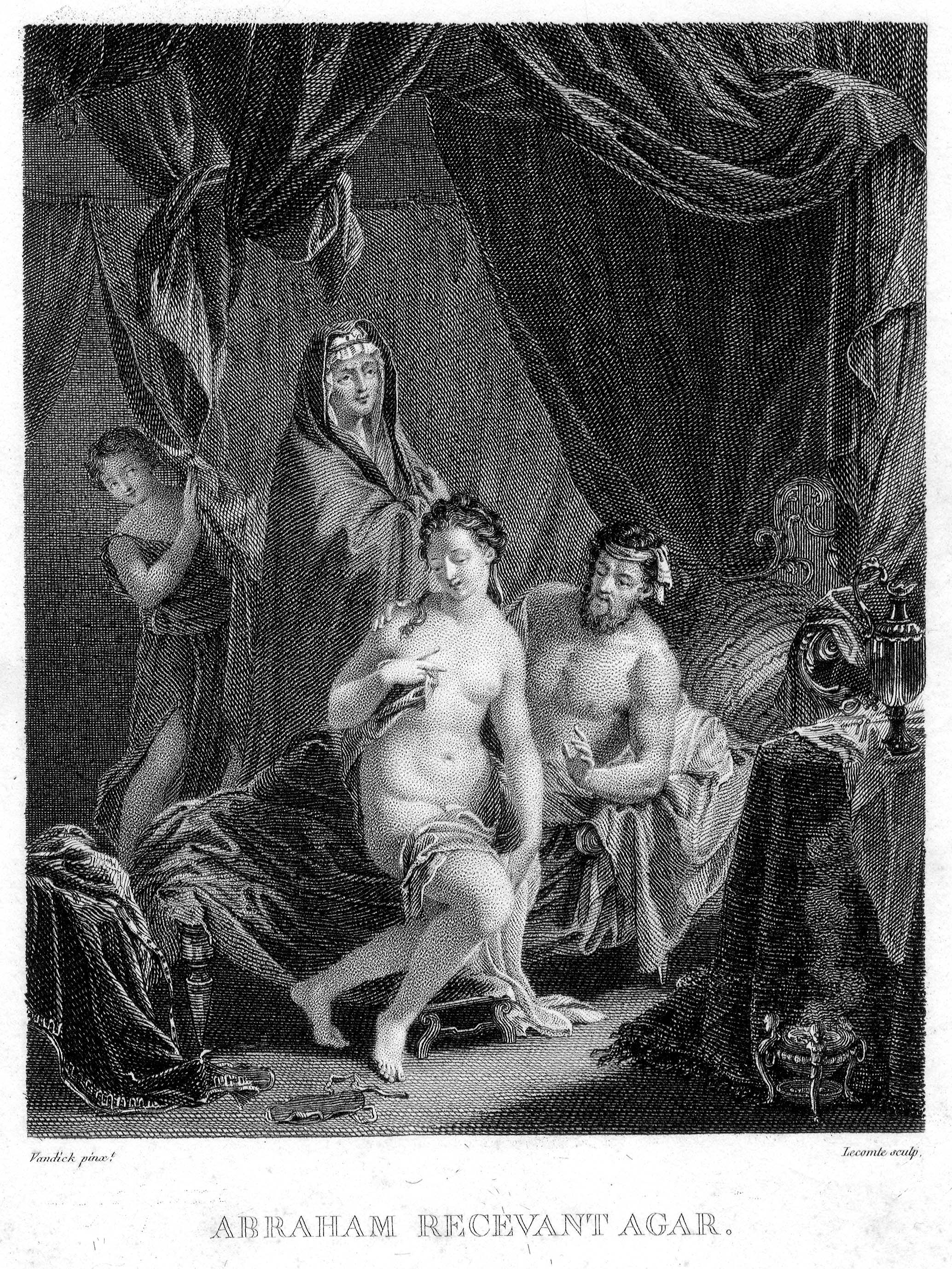

Pour les articles homonymes, voir Agar.
Cet article traite du personnage Agar dans la Bible. Voir Agar (personnage coranique) pour le personnage dans le Coran.

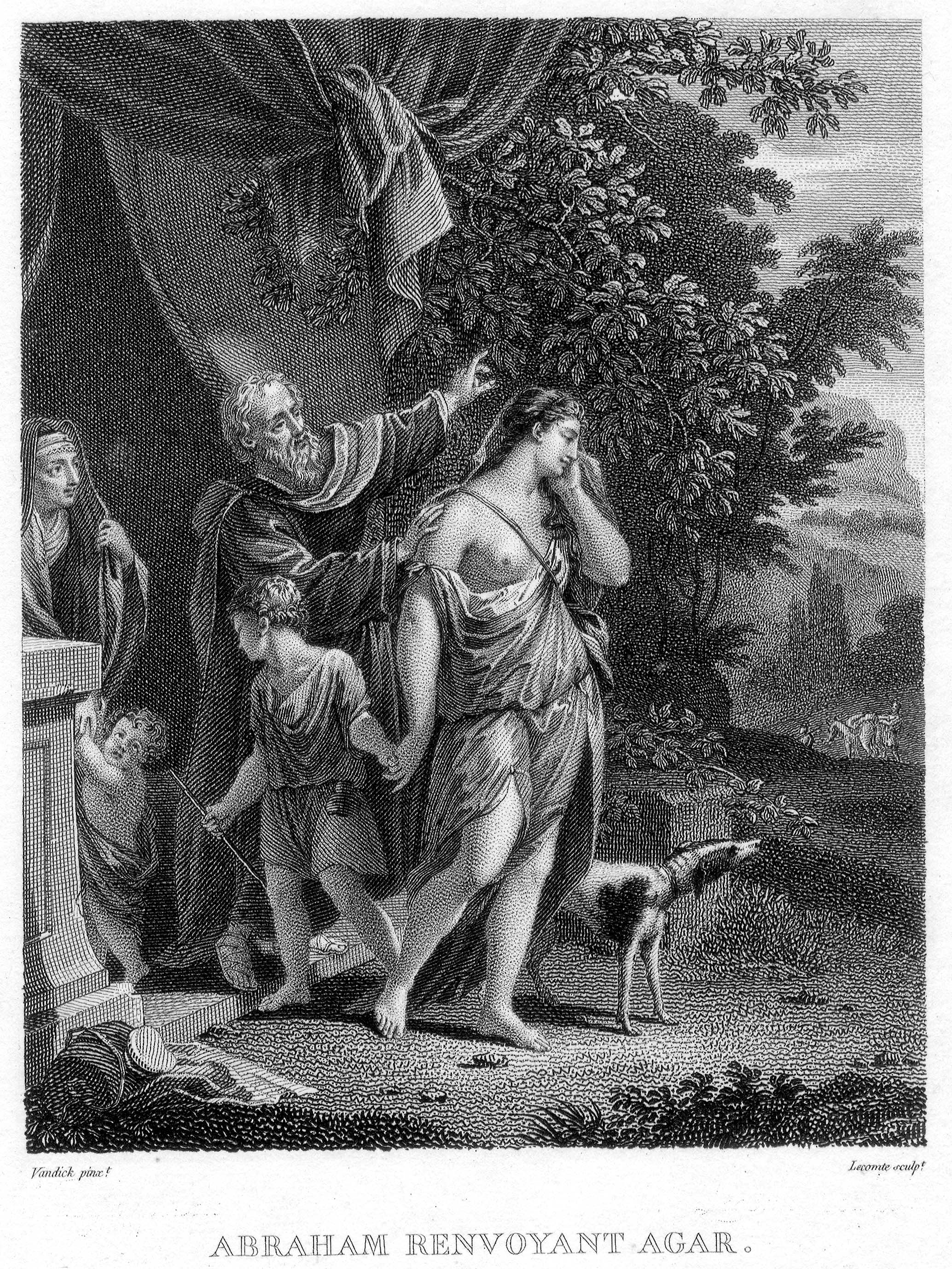
Gravures du XVIIIe siècle :
À Paris chez Fr. Fanet, Éditeur, Rue des Saints-Pères n° 10. Vandick pinxit Lecomte sculpsit.

Agar (en hébreu : הָגָר, Hagar) est un personnage de la Genèse, premier livre de l'Ancien Testament. Elle est la servante égyptienne de Sarah, la femme d'Abraham. Sarah étant stérile, elle donne Agar à Abraham. De cette union naîtra Ismaël.

## Récit biblique
Sarah offre Agar à son époux car leur union est jusque-là stérile. Agar est enceinte et méprise dès lors Sarah, qui la maltraite en retour. Agar fuit dans le désert, où l'ange du Seigneur la trouve, lui dit de rentrer et d'obéir à Sarah. Il lui prédit une descendance nombreuse et lui dit d'appeler son fils Ismaël car Dieu a entendu son humiliation,. Cette rencontre a lieu au puits Lakhaï-roï (« au vivant qui me voit »), entre Qadès et Béréd. Agar enfante Ismaël alors qu'Abraham a 86 ans.
Sarah donne finalement à Abraham un fils, Isaac. Ismaël et Isaac sont élevés ensemble. Sarah demande à Abraham qu'Agar soit chassée avec son fils Ismaël, car elle ne veut pas qu'Ismaël hérite avec Isaac. Abraham est attristé par la demande de sa femme, Ismaël étant son fils. Dieu demande à Abraham de respecter la demande de Sarah ; Agar et Ismaël sont chassés par Abraham. Munis de pain et d'une outre d'eau qu'Abraham leur a donnés, ils errent dans le désert de Beer-Sheva. Lorsque l'outre est vide, Agar pose son enfant sous un arbuste, puis s'en éloigne pour ne pas assister à sa mort et sanglote. À nouveau, Dieu entend et voit la détresse d'Agar, il envoie son ange pour la rassurer et lui fait voir un puits, auquel elle remplit l'outre pour son garçon Ismaël. Agar et Ismaël s'installent au désert de Paran, et plus tard, Agar marie Ismaël à une Égyptienne.

## Origine du nom
Le nom d'Agar figure dans les chapitres 16, 21 et 25 du Livre de la Genèse. Il pourrait être relié à la tribu des Hagarites (en), population de Transjordanie qui se réclame de cette ascendance. Sous le règne du roi Saül, la tribu de Ruben fait la guerre à la tribu des Agaréens qui est vaincue et agrandit son territoire en occupant la partie orientale de Galaad. Une autre conjecture onomastique identifie ce nom à un lexème du sémitique de l'ouest qui signifie la « ville ». Hagar est mentionné dans plusieurs toponymes, « Bam Hajar » dans le désert du Néguev, « Hagar » en Arabie de l'Est.
L'auteur biblique de Genèse 16 a pu connaître ces lieux ou construire une étymologie populaire avec l’arabe hağara, « quitter son clan, émigrer » ou l'égyptien ẖkrtnjswt, « épouse secondaire du roi ». Le nom de Hagar a pu aussi être entendu par les auditeurs comme une allusion au terme hébreu de ger « l'émigré ».

## Exégèse
Agar et Ismaël peuvent être lus comme des préfigurations des traversées du désert de Moïse et d'Israël. L'auteur sacerdotal de ce récit biblique exprime une critique de la théologie de l'Exode et s'oppose ainsi à une interprétation exclusive deutéronomiste du mythe fondateur d'Israël.

## Tradition chrétienne
Dans l'Épître aux Galates (Ga 4), Paul se réfère au récit biblique comme à une allégorie, où Agar symboliserait l'Ancienne Alliance, celle de la Jérusalem terrestre vouée à la servitude, tandis que Sarah symboliserait la Nouvelle Alliance, celle de la Jérusalem céleste.
La figure d'Agar a longtemps été maltraitée par les Pères de l'Église. Vue comme une pècheresse, elle et sa descendance symbolisaient la famille impure, conçue hors mariage. Alors que Sarah et sa descendance, conçus dans les liens sacrés du mariage montraient l'idéal familial chrétien. Ainsi les premières représentations iconographiques qui nous sont parvenues, datant du Moyen Âge, correspondent à cette vision. Agar est présentée comme une paria, un anti modèle chrétien. Sous l'impulsion du protestantisme la perception d'Agar change. Les fidèles s'identifient à son histoire, une certaine compassion naît pour ce personnage et le sujet rencontre le succès. Au XVIIe siècle, dans les Provinces-Unies, les représentations d'Agar sont abondantes. Elle est humanisée par les artistes de l'époque, non plus représentée comme une hérétique mais comme une femme subissant des épreuves. 
Dans la tradition chrétienne, l'ange de l'Éternel s'est révélé à trois reprises dans le même désert : la première fois pour sauver Ismaël et sa mère, la deuxième fois pour transmettre la parole de Dieu à Moïse et la dernière pour annoncer la naissance de Jésus à Marie.

## Représentations

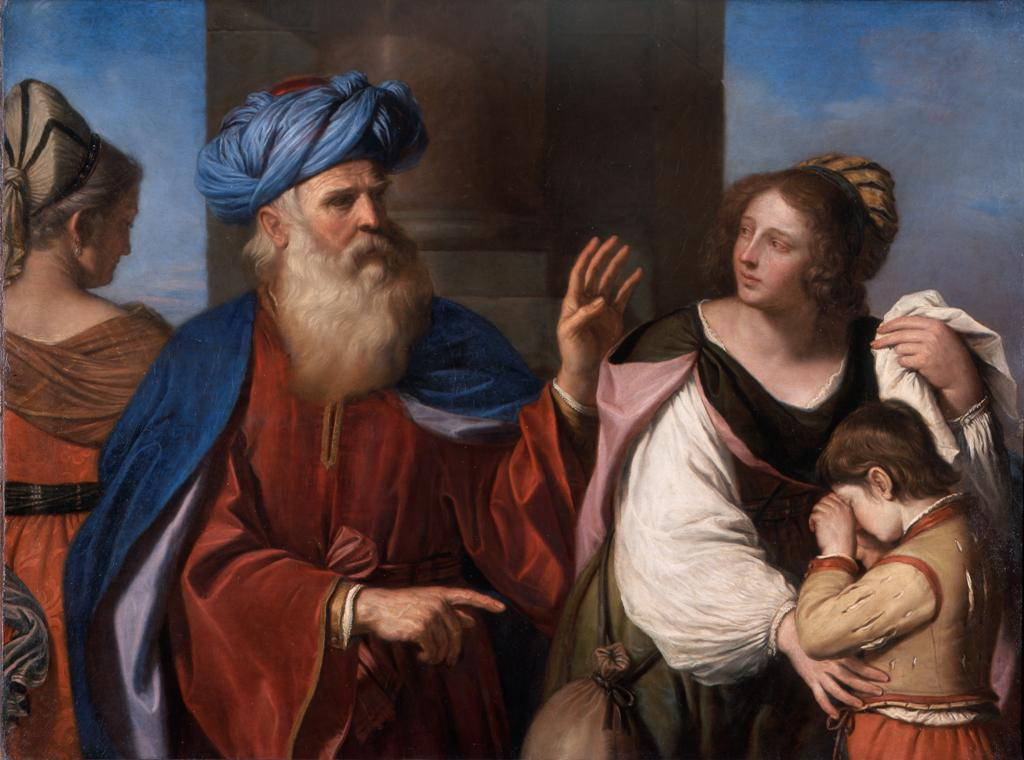
Abraham répudiant AgarLe Guerchin, 1657Pinacothèque de Brera, Milan.
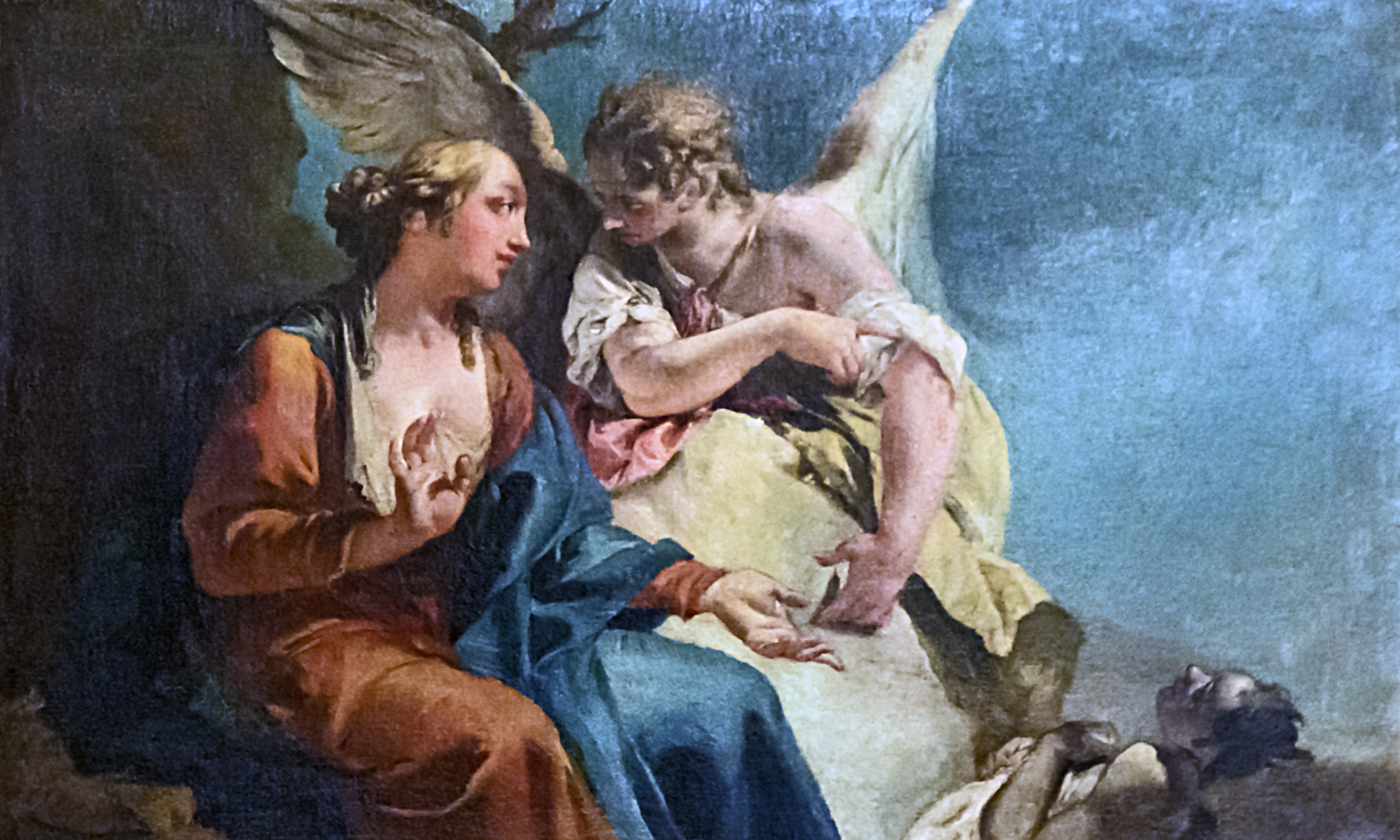
Agar confortée par un ange dans le désertGiovanni Battista Pittoni, 1697Basilique Santa Maria Gloriosa dei Frari, Venise.
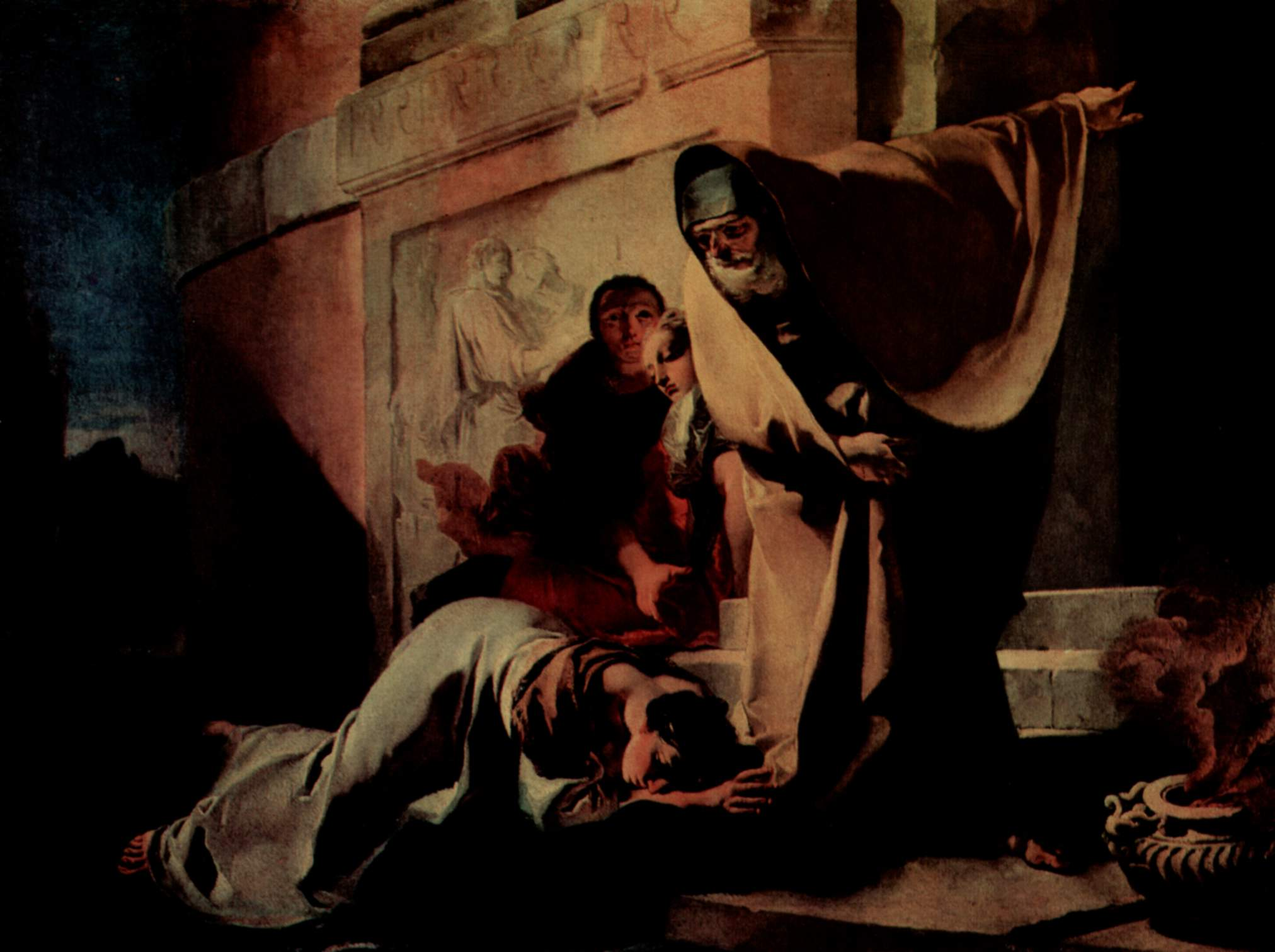
La Répudiation d’AgarGiambattista Tiepolo, 1719Collection Rasini, Milan[22].
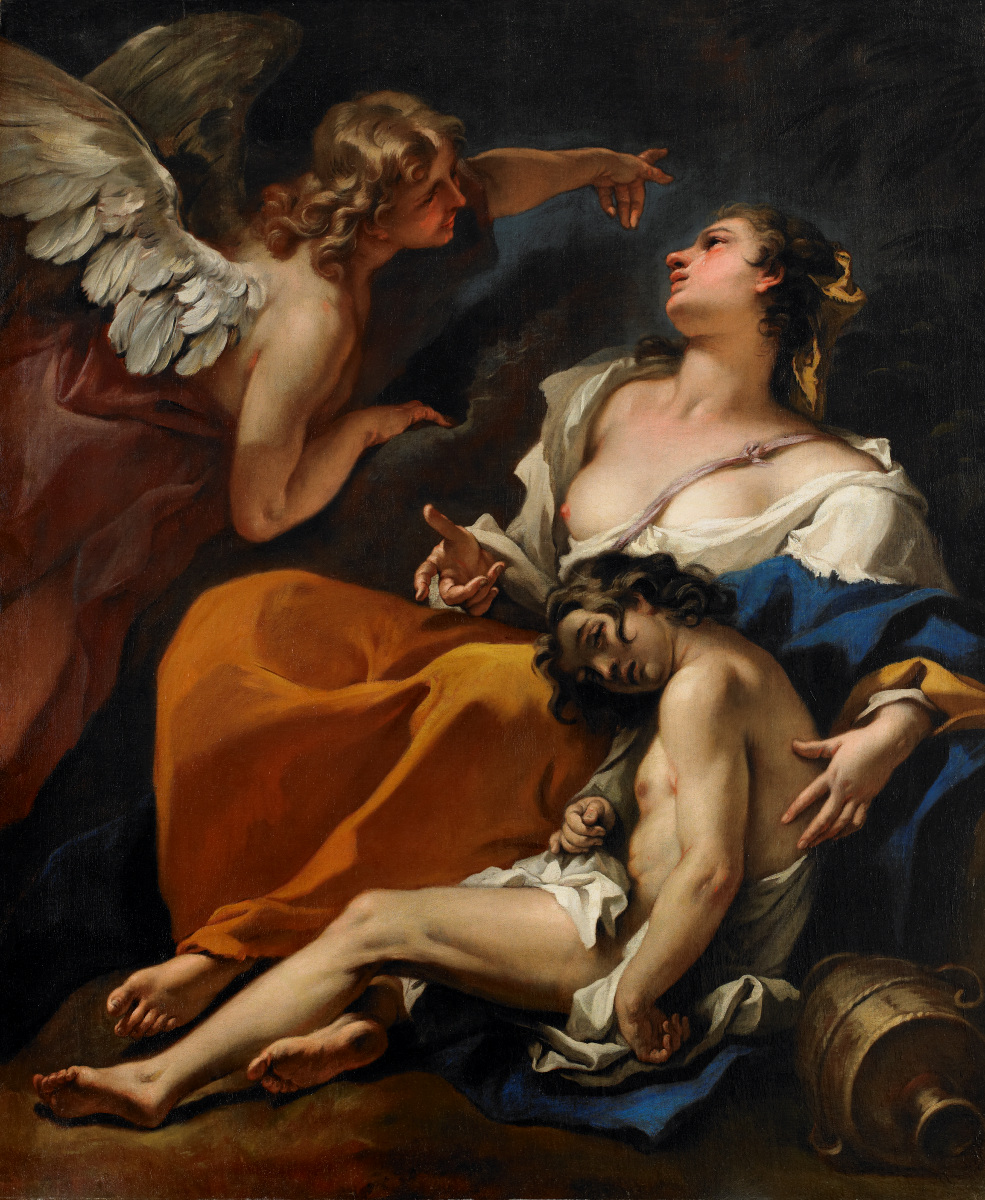
Agar et Ismaël sauvés par l'angeSebastiano Ricci, 1725-1730Birmingham Museum of Art[23].
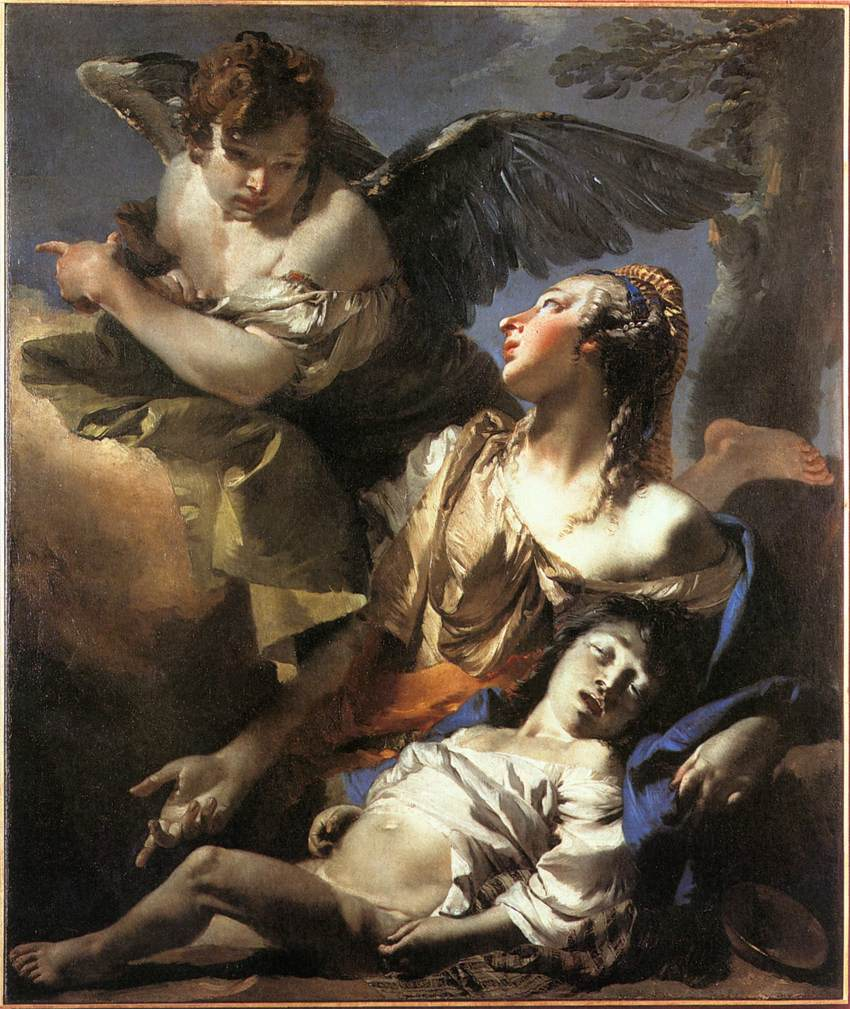
Agar et IsmaëlGiambattista Tiepolo, 1732-1733Scuola Grande de San Rocco, Venise[24].
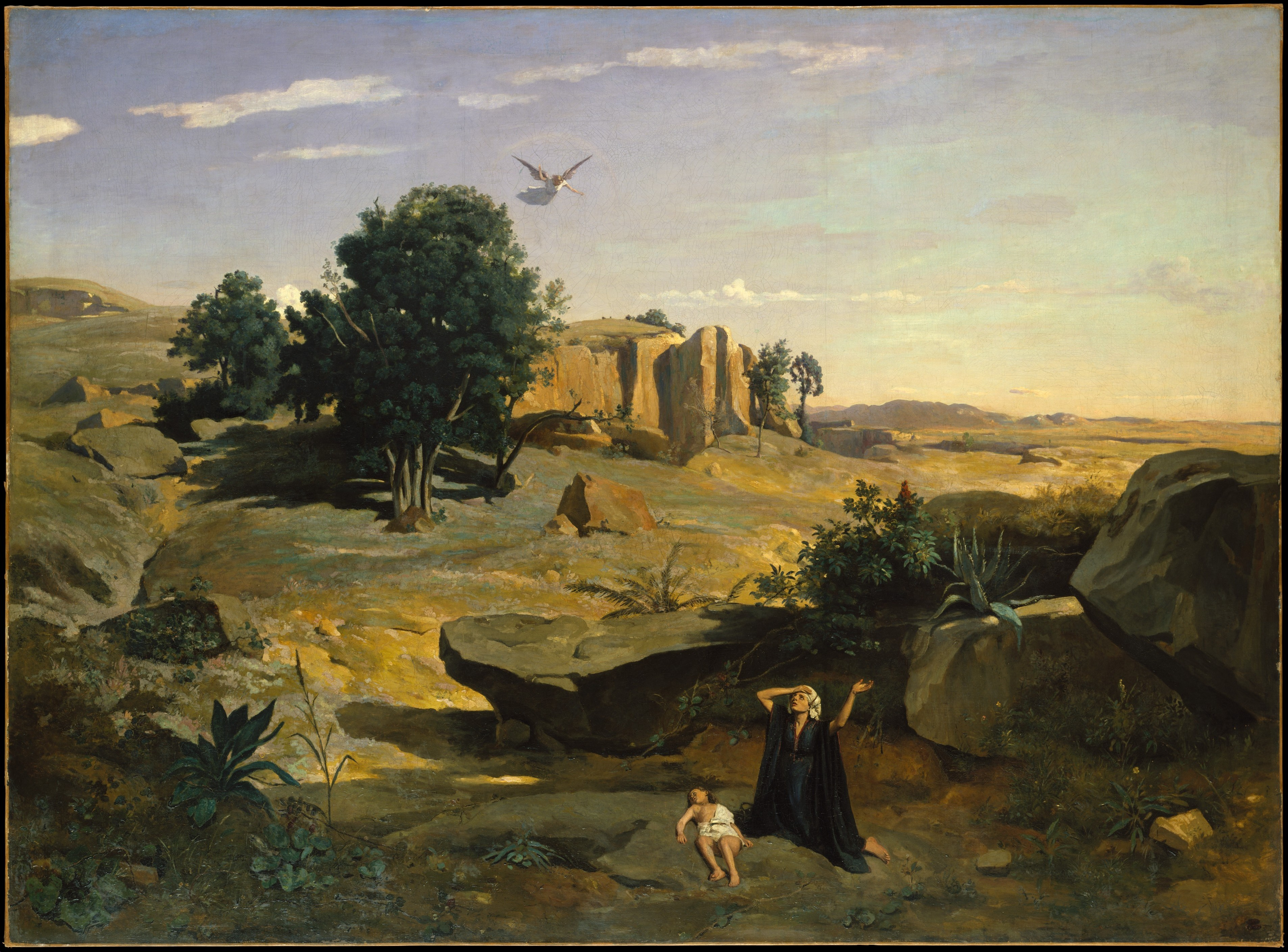
Agar dans le désert Camille Corot, 1835 Metropolitan Museum of Art, New York.
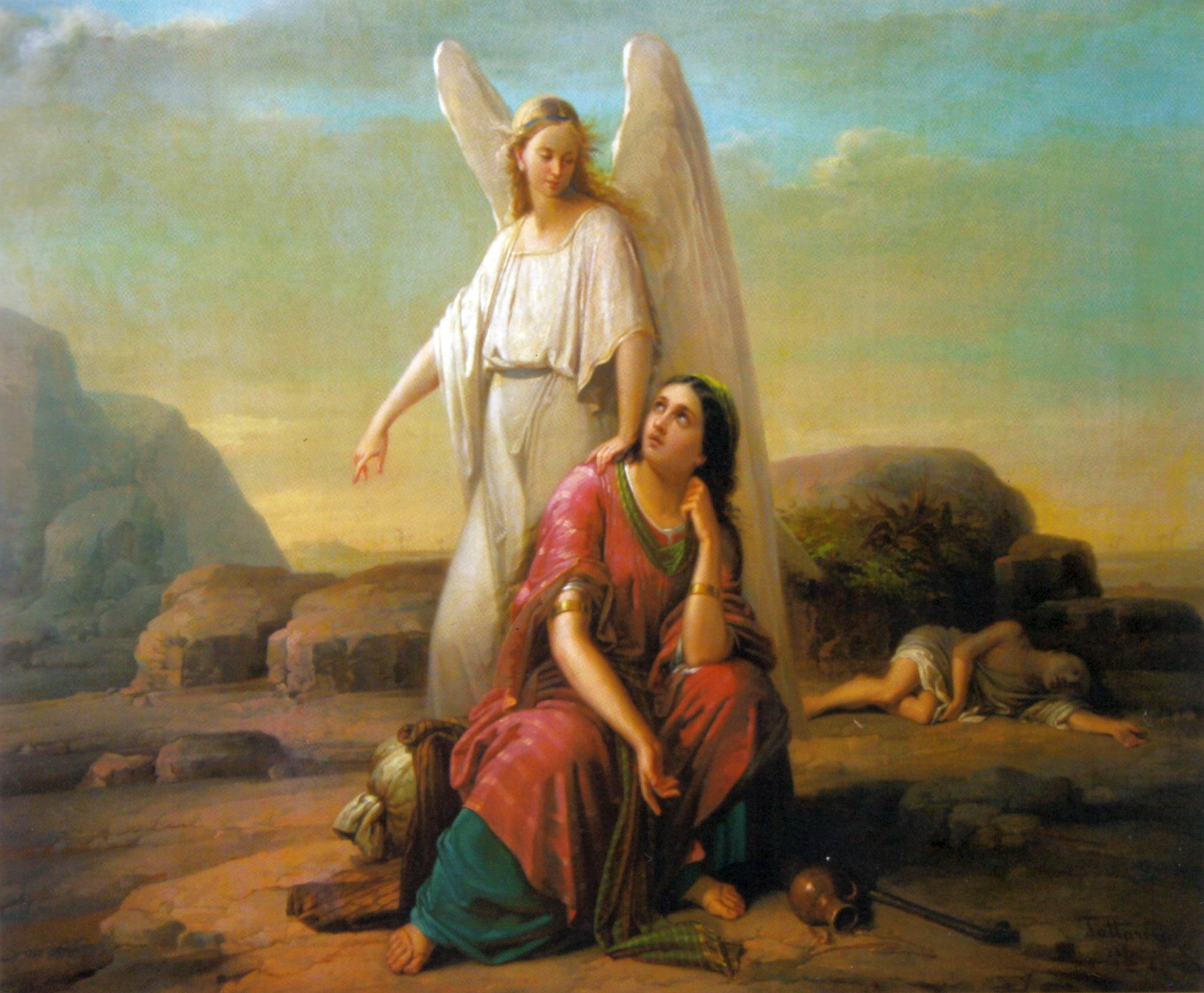
Agar et l'Ange, Gheorghe Tattarescu, 1870.
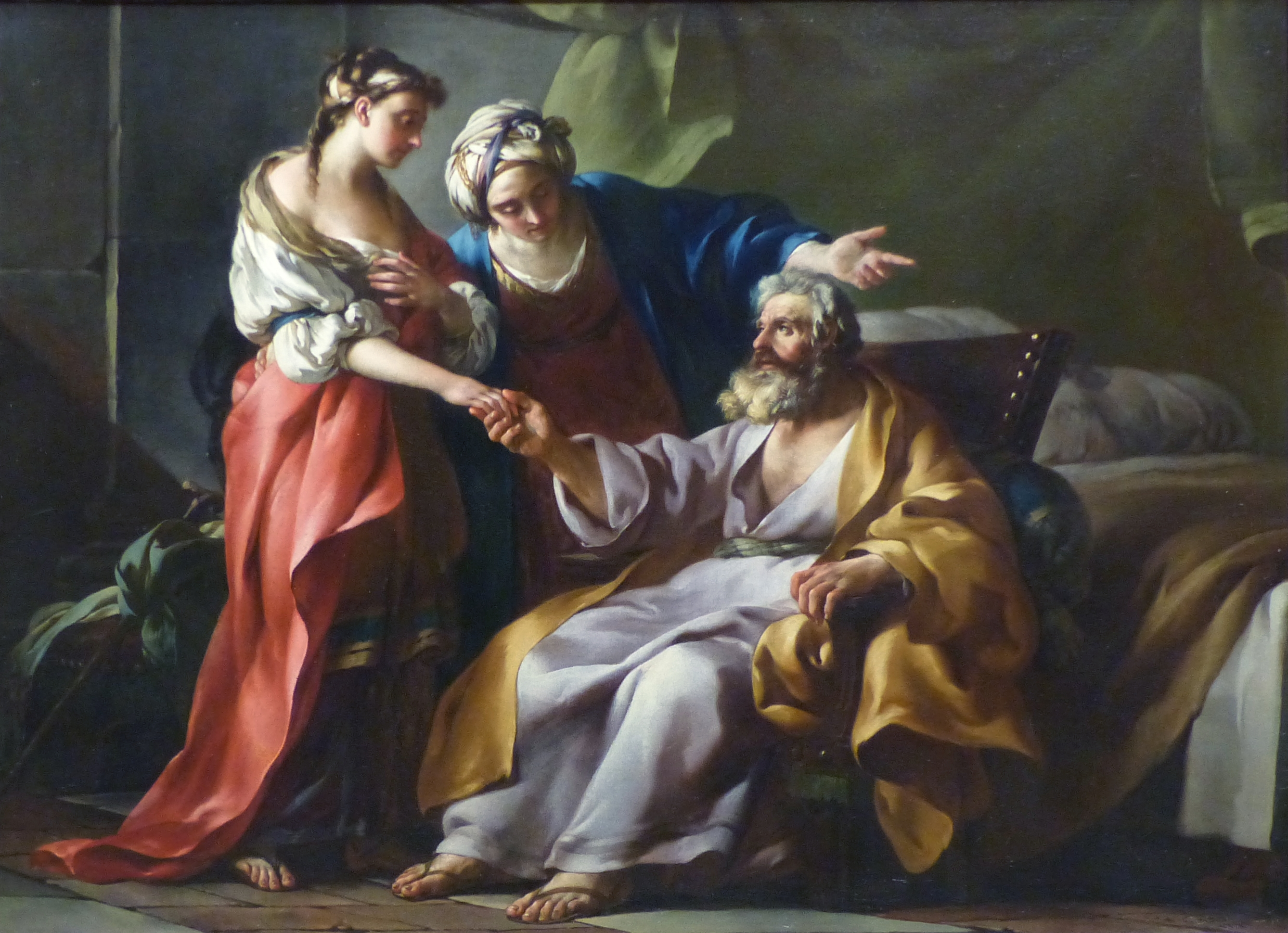
Sarah présentant Agar à Abraham,  Joseph-Marie Vien, 1749, musée Fabre, Montpellier.